# Minutes to Midnight (album của Linkin Park)
Minutes to Midnight là album phòng thu thứ ba của ban nhạc rock Mỹ Linkin Park, được phát hành vào ngày 14 tháng 5 năm 2007, thông qua Warner Bros. Records. Album được sản xuất bởi Mike Shinoda và Rick Rubin, và là album đầu tiên không do Don Gilmore sản xuất, người đã sản xuất hai album tiền nhiệm của ban nhạc. Minutes to Midnight là album tiếp theo của ban nhạc sau Meteora (2003) và có sự thay đổi trong định hướng âm nhạc của nhóm. Đối với ban nhạc, album đánh dấu một sự khởi đầu cho quá trình chuyển mình khỏi âm hưởng nu metal đặc trưng của họ. Cái tên Minutes to Midnight được lấy từ Đồng hồ ngày tận thế. Đây cũng là album có độ dài đầy đủ đầu tiên của ban nhạc mang nhãn Parental Advisory.
Linkin Park bắt đầu thực hiện album phòng thu thứ ba của họ vào năm 2003, sau đó tạm ngưng để đi lưu diễn cho Meteora vào năm 2004. Trong khoảng thời gian này, ban nhạc đã thành lập nhiều dự án phụ; Mike Shinoda thành lập cho ông một dự án phụ nhạc hip hop có tên Fort Minor, trong khi Chester Bennington thành lập Dead by Sunrise, cả hai đều khiến album tạm thời bị gác lại. Ban nhạc trở lại làm việc với đĩa nhạc sau đó, chuyển sang một hướng đi âm nhạc khác với phiên bản năm 2003 lúc còn làm việc với nhà sản xuất Rick Rubin. Việc hoàn thành album đã bị trì hoãn nhiều lần mà không rõ lý do. Cuối cùng, "What I’ve Done" được chọn làm đĩa đơn chính của album vào tháng 4 năm 2007, và album được phát hành tại Bắc Mỹ vào ngày 15 tháng 5 năm 2007.
Album ra mắt ở vị trí số một trên bảng xếp hạng Billboard 200 tại Hoa Kỳ  và tại 15 quốc gia khác, bao gồm Vương quốc Anh và Canada. Tại Hoa Kỳ, album có doanh số tuần đầu tiên lớn nhất năm 2007 vào thời điểm đó, với 623.000  album được tiêu thụ, sau đó được chứng nhận bạch kim 4 lần tại Hoa Kỳ. Nó cũng đã được chứng nhận bạch kim kép ở New Zealand, Ý, Ireland và Úc cũng như chứng nhận bạch kim ở Canada, Pháp, Thụy Sĩ và Anh. Mặc dù thành công về mặt thương mại, Minutes to Midnight nhận được nhiều đánh giá trái chiều từ các nhà phê bình. Tạp chí Rolling Stone xếp nó là album xuất sắc đứng thứ hai mươi lăm của năm 2007. Nó đã tiêu thụ hơn bốn triệu bản ở Mỹ và 20 triệu bản trên toàn thế giới. Nó được xếp hạng thứ 154 trên bảng xếp hạng Hot 200 Albums of the Decade (200 Album Thịnh hành của Thập niên) của Billboard.

## Hoàn cảnh
Trong một cuộc phỏng vấn, ca sĩ chính Chester Bennington giải thích rằng album là "sự pha trộn giữa các tiêu chuẩn âm nhạc punk, rock cổ điển và hip-hop " cũng như " Rick đã mang lại một cảm giác âm nhạc đơn giản hơn, rock-cổ diển hơn và hip-hop hơn. " 
Trong một cuộc phỏng vấn khác, Bennington khẳng định: "Đối với lần này, Mike Shinoda sẽ có rất nhiều phần hát hơn. Nghe thì có vẻ cậu ấy không góp mặt trong đĩa nhạc, nhưng cậu ấy làm việc rất nhiều với phần hòa âm. Cậu ấy cũng đơn ca một vài bài hát. Chúng tôi đang thể hiện bản thân theo một cách khác. " 

### Thu âm và sáng tác
Tay guitar Brad Delson đã thử nghiệm với một cái EBow khi ban nhạc đang lắp ráp bài "The Little Things Give You Away". Ban nhạc đã quyết định không sử dụng hiệu ứng cho phần độc tấu trong bài hát đó và thay vào đó họ đã tạo ra "No More Sorrow". Trong bài "Given Up", ông đã tạo ra các tiếng leng keng cũng như vài tiếng vỗ tay trong phần mở đầu của bài hát (như đã đề cập trong cuốn sách lời bài hát: Brad đã thêm các âm thanh vào phần mở đầu bài hát: nhiều đoạn âm thanh vỗ tay - và các tiếng leng keng). Shinoda và Delson đã hợp tác với David Campbell để thêm các âm hưởng nhạc cụ dây vào sáu bài hát;  "Leave Out All the Rest", "Shadow of the Day", "Hands Held High", "The Little Things Give You Away", cũng như hai bài trong mặt sau "No Roads Left" và "Blackbirds" (2 bài hát này sau đó được sử dụng trong trò chơi trên iPhone là 8-Bit Rebellion! cũng như được đưa vào làm bài hát bổ sung cho A Thousand Suns). Tất cả các âm hưởng chà đĩa của Joe Hahn tồn tại trong hai album phòng thu trước đó thì bây giờ đã hầu như vắng mặt vì hạn chế phối âm, ngoại trừ các bài hát "What I’ve Done", "Wake", "The Little Things Give You Away", "Valentine Day" và "In Pieces". Hahn đóng góp nhiều hơn cho lập trình, điện tử và các yếu tố khác trong nhiều bài hát. Ban đầu, đàn organ nhà thờ và nhịp trống quân sự trong "Hands Held High" được sử dụng làm nền cho phần hát du dương, nhưng Rubin khuyến nghị ban nhạc nên thử cách tiếp cận ngược lại, trích theo tập sách của album. Ban nhạc đã thu âm 50 đến 60 bài hát vào tháng 8 năm 2006 cho album. Các album trước của họ chỉ mất khoảng ba đến sáu tháng để hoàn thành, trong khi album này mất 14 tháng.  Họ đã bỏ ra hơn sáu tháng để sáng tác các bài hát.  Trong các album trước, họ sáng tác trung bình 40 bài, nhưng lần này họ đã sáng tác hơn 100 bài.  "Shadow of the Day" là một trong hai bài hát (bài còn lại là "No Roads Left") trong đó Bennington chơi guitar. Trong các buổi biểu diễn trực tiếp, Shinoda thường chơi đàn organ cho "Shadow of the Day", trong khi Bennington chơi guitar đệm. Shinoda phát biểu trong một cuộc phỏng vấn: "Chúng tôi đang nhìn lại những thành phẩm của chúng tôi trong quá khứ... và tôi nghĩ rằng chúng tôi đã tận dụng cạn kiệt thứ âm hưởng đó. Với chúng tôi thì việc sao chép lại rất dễ dàng, các ban nhạc khác cũng dễ sao chép, nên chún tôi cần phải bước tiếp khỏi nó. " 
Shinoda trình diễn phần hát rap chỉ trong hai ca khúc, "Bleed It Out" và "Hands Held High". Đây là một sự sụt giảm đáng kể so với số lượng hát rap trong các album trước. Giọng rap trong "Hands Held High" mang phong cách gần với dự án phụ Fort Minor của Mike Shinoda hơn là những khổ hát truyền thống của ông với Linkin Park khi ông rap trong hầu hết bài hát. Bất chấp việc Mike Shinoda giảm vai trò rapper, ông vẫn có ba ca khúc đơn ca chính trong đĩa nhạc: "Hands Held High", "In Between" và ca khúc bổ sung "No Roads Left". Ông cũng rap trong "Bleed It Out", còn các bài "What I’m Done", "Shadow of the Day", "No More Sorrow" và "The Little Things Give You Away" có phần hát bè của Shinoda ở phần cuối. Minutes to Midnight cũng là album đầu tiên của Linkin Park có đoạn độc tấu guitar, đặc biệt là trong các ca khúc "What I’m Done", "In Pieces" và "The Little Things Give You Away". Ngoài ra, không giống như hai album phòng thu trước, Minutes to Midnight có lời bài hát mang tính chính trị, cũng như có chứa ngôn từ tục tĩu và do đó cũng là album phòng thu đầu tiên của Linkin Park  được gắn nhãn Parental Advisory (Cần cha mẹ giám sát). Đĩa nhạc đầu tiên nói chung được gắn nhãn đó là đĩa EP hợp tác của họ với Jay-Z, Collision Course. Các bài hát có chứa ngôn từ tục tĩu là "Given Up", "Bleed It Out" và "Hands Held High".

### Ảnh bìa

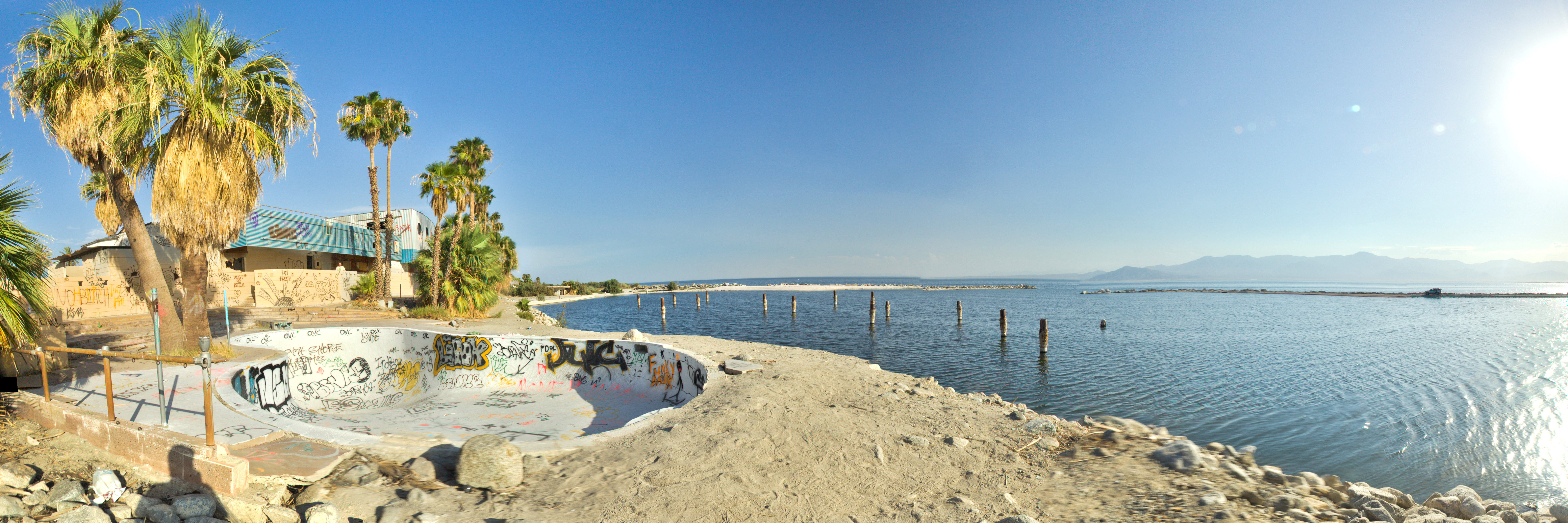
Tàn tích của Câu lạc bộ Du thuyền và Bãi biển North Shore ở North Shore, California

Bìa trước và sau được ghi hình xung quanh tàn tích của Câu lạc bộ Du thuyền và Bãi biển North Shore ở North Shore, California. Một năm sau khi phát hành Minutes to Midnight, ban nhạc đã phát hành mười bản ảnh bìa khác nhau, ban đầu chúng được xem xét để dùng làm ảnh bìa chính thức cho album trước khi phát hành. Ban nhạc đã cung cấp tất cả mười bản ảnh bìa này để người hâm mộ sử dụng làm ảnh bìa album trên iTunes.

## Giới phê bình đón nhận
| Đánh giá chuyên môn  | Đánh giá chuyên môn |
| Điểm trung bình      | Điểm trung bình     |
| Nguồn                | Đánh giá            |
| -------------------- | ------------------- |
| Metacritic           | 56/100              |
| Nguồn đánh giá       |                     |
| Nguồn                | Đánh giá            |
| AllMusic             | [ 19 ]              |
| Entertainment Weekly | C                   |
| Los Angeles Times    | [ 21 ]              |
| Melodic              | [ 22 ]              |
| New York Times       | mixed               |
| NME                  | 2/10                |
| PopMatters           | 6/10                |
| Rolling Stone        | [ 26 ]              |
| Spin                 | 7/10                |
| USA Today            | [ 28 ]              |

Minutes to Midnight nhận được nhiều đánh giá trái chiều, dựa trên điểm tổng hợp 56/100 từ Metacritic, với các nhà phê bình đều có các phản ứng khuyến nghị, phản đối và lưỡng lự.
Rolling Stone đã cho Minutes to Midnight 4 trong số 5 sao, nói rằng "hầu hết Minutes đều được mài dũa, là đĩa nhạc metallic pop với một chút hip-hop và một cú kick thức tỉnh", và nó được xếp ở vị trí thứ 25 trong danh sách 50 Album hàng đầu của năm 2007 của họ. IGN đánh giá nó "chắc chắn là một bước đi đúng hướng và là bước đệm cho những thứ trong tương lai". Nhà báo Karen Tye của Herald Sun đã cho nó 3 ½ trong số 4 sao và khen ngợi âm hưởng mới của ban nhạc, và tự hỏi: "Ai mà biết được việc trở thành một ban nhạc rock cũ kỹ đơn giản lại có thể phù hợp với Linkin Park đến vậy?". Mặc dù dành lời khen cho ban nhạc vì tham vọng của họ, Caroline Sullivan từ The Guardian cho album 3 trong 5 sao và cảm thấy 'quyết định đứng mấp mé trên lằn ranh giới thể loại nhạc của họ' là một nhược điểm, và viết rằng "âm hưởng vẫn xoay quanh sự đan xen của hợp âm guitar và lời bài hát tự thể hiện bản thân".
Một trong những người có cái nhìn tiêu cực hơn về album là Stephen Thomas Erlewine từ AllMusic, người đã mô tả âm hưởng của album là "lỗi thời" và tóm tắt thanh quả của ban nhạc là "tạo ra một âm thanh hỗn độn, vô sắc", cho nó 2 sao rưỡi trên 5 sao. Johan Wippsson từ Melodic thừa nhận sự phát triển của ban nhạc nhưng cảm thấy rằng album "yếu ớt" và "quá rời rạc". Dan Silver từ tạp chí NME đã đánh giá nó 2/10, gọi đây là "âm thanh của một ban nhạc đang cố gắng và thất bại trong việc tạo ra một danh tính mới", và đề cập đến bài hát "Hands Held High", một bài hát về các cuộc tấn công khủng bố và chiến tranh, là "thư buồn cười nhất mà bạn sẽ nghe thấy trong suốt cả năm".

## Doanh số thương mại
Minutes to Midnight đã bị trì hoãn nhiều lần trước khi phát hành. Dự kiến phát hành lần đầu tiên vào mùa hè năm 2006, sau đó bị hoãn lại đến mùa thu năm 2006, rồi lại đến đầu năm 2007. Ngày phát hành của album cuối cùng đã được ấn định vào ngày 14 tháng 5 năm 2007. Tại Canada, album được phát hành vào ngày 15 tháng 5 năm 2007. Có những bản phát hành "non-Parental Advisory" (không cần Cha mẹ giám sát) cho cả album thông thường và album phiên bản đặc biệt. Các bài hát "Given Up", "Bleed It Out" và "Hands Held High" được chỉnh sửa. Ở Malaysia, phiên bản đã chỉnh sửa cho album có trong bìa digipak trong khi phiên bản gốc có trong Phiên bản Lưu diễn có bìa cứng màu trắng và hộp có ngọc trang sức. Tại Hoa Kỳ, album có doanh số tuần đầu tiên lớn nhất trong năm 2007 vào thời điểm đó, với 625.000 album được tiêu thụ. Tại Canada, album đã tiêu thụ hơn 50.000 bản trong tuần đầu tiên và đứng ở vị trí số một trên Bảng xếp hạng Album của Canada. Trên toàn thế giới, album đã xuất xưởng hơn 3,3 triệu bản trong bốn tuần đầu tiên phát hành.
Năm đĩa đơn đã được phát hành từ album: "What I’m Done", "Bleed It Out", "Shadow of the Day", "Given Up", và "Leave Out All the Rest". Mặc dù "Given Up" và "Leave Out All the Rest" chưa được phát hành dưới dạng đĩa đơn cho đến đầu tháng 3 năm 2008, "Given Up" đã có mặt trên bảng xếp hạng Billboard Hot 100 và Billboard Pop 100 lần lượt ở vị trí 99 và 78 trong năm 2007, còn "Leave Out All the Rest" đã lọt vào bảng xếp hạng Pop 100 của Billboard ở vị trí 98 và bảng xếp hạng Bubbling Under Hot 100 Singles của Billboard ở vị trí thứ 17 vào năm 2007. Các bài hát "Hands Held High" và "No More Sorrow" cũng lọt vào bảng xếp hạng Bubbling Under Hot 100 Singles lần lượt ở vị trí 23 và 24 vào năm 2007. Album đã tiêu thụ hơn 20 triệu bản trên toàn thế giới, với 3,3 triệu bản được bán chỉ riêng tại Hoa Kỳ. Mặc dù doanh số bán album thấp hơn hai album phòng thu đầu tiên của họ, nhưng album thì lại thành công hơn về phương diện đĩa đơn, với cả năm đĩa đơn đã phát hành đều lọt vào Billboard Hot 100 và hai bài hát lọt vào Bubbling Under Hot 100.

## Danh sách bài hát
Tất cả lời bài hát được viết bởi Chester Bennington và Mike Shinoda; tất cả nhạc phẩm được soạn bởi Linkin Park.
| STT              | Nhan đề                           | Thời lượng |
| ---------------- | --------------------------------- | ---------- |
| 1.               | "Wake" (nhạc cụ)                  | 1:40       |
| 2.               | "Given Up"                        | 3:09       |
| 3.               | "Leave Out All the Rest"          | 3:29       |
| 4.               | "Bleed It Out"                    | 2:44       |
| 5.               | "Shadow of the Day"               | 4:49       |
| 6.               | "What I've Done"                  | 3:25       |
| 7.               | "Hands Held High"                 | 3:53       |
| 8.               | "No More Sorrow"                  | 3:41       |
| 9.               | "Valentine's Day"                 | 3:16       |
| 10.              | "In Between"                      | 3:16       |
| 11.              | "In Pieces"                       | 3:38       |
| 12.              | "The Little Things Give You Away" | 6:23       |
| Tổng thời lượng: | Tổng thời lượng:                  | 43:23      |

| DVD bổ sung phiên bản đặc biệt | DVD bổ sung phiên bản đặc biệt                    | DVD bổ sung phiên bản đặc biệt |
| STT                            | Nhan đề                                           | Thời lượng                     |
| ------------------------------ | ------------------------------------------------- | ------------------------------ |
| 1.                             | "The Making of Minutes to Midnight"               | 39:42                          |
| 2.                             | "What I've Done" (video)                          | 3:28                           |
| 3.                             | "Making of What I've Done Video"                  | 20:49                          |
| 4.                             | "Advanced resolution PCM Stereo of all 12 tracks" |                                |

| Bài hát bổ sung phiên bản Nhật Bản | Bài hát bổ sung phiên bản Nhật Bản | Bài hát bổ sung phiên bản Nhật Bản |
| STT                                | Nhan đề                            | Thời lượng                         |
| ---------------------------------- | ---------------------------------- | ---------------------------------- |
| 13.                                | "Faint" (trực tiếp ở Nhật Bản)     | 2:46                               |
| Tổng thời lượng:                   | Tổng thời lượng:                   | 46:09                              |

| Bài hát bổ sung phiên bản lưu diễn | Bài hát bổ sung phiên bản lưu diễn | Bài hát bổ sung phiên bản lưu diễn |
| STT                                | Nhan đề                            | Thời lượng                         |
| ---------------------------------- | ---------------------------------- | ---------------------------------- |
| 13.                                | "No Roads Left"                    | 3:55                               |
| 14.                                | "What I've Done" (Distorted Remix) | 3:46                               |
| 15.                                | "Given Up" (Third Encore Session)  | 3:09                               |
| Tổng thời lượng:                   | Tổng thời lượng:                   | 53:33                              |

| Bài hát bổ sung phiên bản lưu diễn Nhật Bản | Bài hát bổ sung phiên bản lưu diễn Nhật Bản | Bài hát bổ sung phiên bản lưu diễn Nhật Bản |
| STT                                         | Nhan đề                                     | Thời lượng                                  |
| ------------------------------------------- | ------------------------------------------- | ------------------------------------------- |
| 13.                                         | "Faint" (trực tiếp ở Nhật Bản)              | 2:46                                        |
| 14.                                         | "No Roads Left"                             | 3:52                                        |
| 15.                                         | "What I've Done" (Distorted Remix)          | 3:50                                        |
| 16.                                         | "Given Up" (Third Encore Session)           | 3:09                                        |
| Tổng thời lượng:                            | Tổng thời lượng:                            | 57:00                                       |

| Bài hát bổ sung phiên bản iTunes | Bài hát bổ sung phiên bản iTunes                                                                                                  | Bài hát bổ sung phiên bản iTunes |
| STT                              | Nhan đề | Thời lượng                       |
| -------------------------------- | --- | -------------------------------- |
| 13.                              | "Faint" (trực tiếp ở Nhật Bản; không nằm trong phiên bản clean deluxe (iTunes) của album (Canada) cũng như phiên bản deluxe ở Mỹ) | 2:44                             |
| 14.                              | "What I've Done" (trực tiếp ở Sessions@AOL; nằm trong bản deluxe (iTunes) của album ở Canada và ở Mỹ)                             | 3:24                             |
| 15.                              | "No Roads Left" (chỉ có trong đĩa đặt trước, ban đầu là bài số 14)                                                                | 3:52                             |
| Tổng thời lượng:                 | Tổng thời lượng: | 53:23                            |

| bài hát bổ sung phiên bản 2013 iTunes deluxe | bài hát bổ sung phiên bản 2013 iTunes deluxe | bài hát bổ sung phiên bản 2013 iTunes deluxe |
| STT                                          | Nhan đề                                      | Thời lượng                                   |
| -------------------------------------------- | -------------------------------------------- | -------------------------------------------- |
| 13.                                          | "No Roads Left"                              | 3:48                                         |
| 14.                                          | "Across the Line"                            | 3:11                                         |
| Tổng thời lượng:                             | Tổng thời lượng:                             | 50:22                                        |

| bài hát bổ sung phiên bản Wal-Mart | bài hát bổ sung phiên bản Wal-Mart            | bài hát bổ sung phiên bản Wal-Mart |
| STT                                | Nhan đề                                       | Thời lượng                         |
| ---------------------------------- | --------------------------------------------- | ---------------------------------- |
| 13.                                | "Breaking the Habit" (trực tiếp ở Soundcheck) | 4:25                               |
| 14.                                | "What I've Done" (trực tiếp ở Soundcheck)     | 3:24                               |
| Tổng thời lượng:                   | Tổng thời lượng:                              | 51:12                              |

| bài hát bổ sung phiên bản Best Buy | bài hát bổ sung phiên bản Best Buy          | bài hát bổ sung phiên bản Best Buy |
| STT                                | Nhan đề                                     | Thời lượng                         |
| ---------------------------------- | ------------------------------------------- | ---------------------------------- |
| 13.                                | "What I've Done" (trực tiếp ở Sessions@AOL) | 3:29                               |
| 14.                                | "No More Sorrow" (trực tiếp ở Sessions@AOL) | 3:45                               |
| 15.                                | "Given Up" (trực tiếp ở Sessions@AOL)       | 3:12                               |
| Tổng thời lượng:                   | Tổng thời lượng:                            | 53:49                              |

| bài hát bổ sung phiên bản Circuit City | bài hát bổ sung phiên bản Circuit City | bài hát bổ sung phiên bản Circuit City |
| STT                                    | Nhan đề                                | Thời lượng                             |
| -------------------------------------- | -------------------------------------- | -------------------------------------- |
| 13.                                    | "Faint" (trực tiếp)                    | 2:44                                   |
| 14.                                    | "What I've Done" (trực tiếp)           | 3:25                                   |
| Tổng thời lượng:                       | Tổng thời lượng:                       | 49:32                                  |

| bài hát phiên bản lưu diễn tải xuống kỹ thuật số Châu Á (trực tiếp từ Thượng Hải, Trung Quốc, 18 tháng 11 năm 2007) | bài hát phiên bản lưu diễn tải xuống kỹ thuật số Châu Á (trực tiếp từ Thượng Hải, Trung Quốc, 18 tháng 11 năm 2007) | bài hát phiên bản lưu diễn tải xuống kỹ thuật số Châu Á (trực tiếp từ Thượng Hải, Trung Quốc, 18 tháng 11 năm 2007) |
| STT | Nhan đề | Thời lượng |
| --- | --- | --- |
| 1. | "One Step Closer"                                                                                                   | |
| 2. | "Lying from You" | |
| 3. | "Somewhere I Belong"                                                                                                | |
| 4. | "No More Sorrow" | |
| 5. | "Papercut" | |

| bài hát phiên bản lưu diễn tải xuống kỹ thuật số Châu Âu (trực tiếp từ Sân vận động O2, London, 29 tháng 1 năm 2008) | bài hát phiên bản lưu diễn tải xuống kỹ thuật số Châu Âu (trực tiếp từ Sân vận động O2, London, 29 tháng 1 năm 2008) | bài hát phiên bản lưu diễn tải xuống kỹ thuật số Châu Âu (trực tiếp từ Sân vận động O2, London, 29 tháng 1 năm 2008) |
| STT | Nhan đề | Thời lượng |
| --- | --- | --- |
| 1. | "What I've Done" | 7:27 |
| 2. | "One Step Closer" | 4:10 |
| 3. | "Faint" | 4:07 |
| Tổng thời lượng: | Tổng thời lượng: | 15:44 |

| phiên bản video bổ sung iTunes | phiên bản video bổ sung iTunes | phiên bản video bổ sung iTunes |
| STT                            | Nhan đề                        | Thời lượng                     |
| ------------------------------ | ------------------------------ | ------------------------------ |
| 13.                            | "Behind the Scenes featurette" | 3:47                           |
| 14.                            | "What I've Done" (video)       | 3:27                           |
| Tổng thời lượng:               | Tổng thời lượng:               | 50:37                          |

## Minutes to Midnight - Live Around the World
Minutes to Midnight - Live Around the World là một album trực tiếp bao gồm các phiên bản trinh diễn trực tiếp của các bài hát trong album phòng thu thứ ba, Minutes to Midnight. Chúng được thu lại ở nhiều thành phố khác nhau trên thế giới từ năm 2007 đến năm 2010.

### Danh sách bài hát
| Minutes to Midnight – Live Around the World | Minutes to Midnight – Live Around the World                       | Minutes to Midnight – Live Around the World |
| STT                                         | Nhan đề                                                           | Thời lượng                                  |
| ------------------------------------------- | ----------------------------------------------------------------- | ------------------------------------------- |
| 1.                                          | "Wake" (Trực tiếp từ Đài Bắc, 2007)                               | 1:48                                        |
| 2.                                          | "Given Up" (Trực tiếp từ Đài Bắc, 2009)                           | 3:18                                        |
| 3.                                          | "Leave Out All the Rest" (Trực tiếp từ Frankfurt, 2008)           | 3:22                                        |
| 4.                                          | "Bleed It Out" (Trực tiếp từ Melbourne, 2010)                     | 5:33                                        |
| 5.                                          | "Shadow of the Day" (Trực tiếp từ Melbourne, 2010)                | 4:32                                        |
| 6.                                          | "What I've Done" (Trực tiếp từ New York, 2008)                    | 4:57                                        |
| 7.                                          | "Hands Held High" (Trực tiếp từ Osaka, 2007)                      | 3:59                                        |
| 8.                                          | "No More Sorrow" (Trực tiếp từ Đài Bắc, 2009)                     | 4:57                                        |
| 9.                                          | "Valentine's Day" (Trực tiếp từ Amnéville, 2008)                  | 3:21                                        |
| 10.                                         | "In Between" (Trực tiếp từ Paris, 2008)                           | 3:17                                        |
| 11.                                         | "In Pieces" (Trực tiếp từ Koln, 2008)                             | 3:42                                        |
| 12.                                         | "The Little Things Give You Away" (Trực tiếp từ Thượng Hải, 2007) | 7:43                                        |
| Tổng thời lượng:                            | Tổng thời lượng:                                                  | 50:34                                       |

## Nhân sự
- Chester Bennington – ca sĩ chính; guitar đệm trong "Shadow of the Day" và "No Roads Left", hát bè trong "Hands Held High"
- Rob Bourdon – trống, nhạc cụ gõ, hát bè "Hands Held High"
- Brad Delson – guitar chính; nhạc cụ dây trong "Leave Out All the Rest", "Shadow of the Day", "Hands Held High", "The Little Things Give You Away", và "No Roads Left", nhạc cụ phím và hát bè trong "Hands Held High"
- Dave "Phoenix" Farrell – guitar bass; hát bè trong "The Little Things Give You Away" và "Hands Held High"
- Joe Hahn – Bàn xoay, sampling, lập trình,  hát bè trong "Hands Held High"
- Mike Shinoda – hát, guitar đệm, nhạc cụ phím, piano, sản xuất; nhạc cụ dây trong "Leave Out All the Rest", "Shadow of the Day", "Hands Held High", "The Little Things Give You Away", và "No Roads Left"; guitar acoustic trong "The Little Things Give You Away", hát chính trong "In Between", "Hands Held High" và "No Roads Left", hát rap trong "Bleed It Out" và "Hands Held High"

Sản xuất
- Rick Rubin – sản xuất
- Dana Nielsen – kỹ sư
- Andrew Scheps – kỹ sư
- Ethan Mates – kỹ sư
- Phillip Broussard, Jr. – trợ lý kỹ sư
- Neal Avron – phối âm
- Nicolas Fournier – trợ lý phối âm
- George Gumbs – trợ lý phối âm
- Dave Collins – mastering

| Nhạc sĩ khách mời trong "Leave Out All the Rest", "Shadow of the Day", "Hands Held High", "The Little Things Give You Away", và "No Roads Left" - David Campbell – nhạc cụ dây và nhạc trưởng - Charlie Bisharat – vĩ cầm - Mario DeLeon – vĩ cầm - Armen Garabedian – vĩ cầm - Julian Hallmark – vĩ cầm - Gerry Hilera – vĩ cầm - Songa Lee-Kitto – vĩ cầm - Natalie Leggett – vĩ cầm - Josefina Vergara – vĩ cầm - Sara Parkins – vĩ cầm - Matt Funes – viola - Andrew Picken – viola - Larry Corbett – cello - Suzie Katayama – cello - Oscar Hidalgo – bass |

## Bảng xếp hạng
| Bảng xếp hạng (2007)                     | Vị trí cao nhất |
| ---------------------------------------- | --------------- |
| Album Úc (ARIA)                          | 1               |
| Album Áo (Ö3 Austria)                    | 1               |
| Album Bỉ (Ultratop Vlaanderen)           | 2               |
| Album Bỉ (Ultratop Wallonie)             | 2               |
| Album Canada (Billboard)                 | 1               |
| Czech Albums (IFPI)                      | 1               |
| Album Đan Mạch (Hitlisten)               | 2               |
| Album Hà Lan (Album Top 100)             | 2               |
| European Top Albums (IFPI)               | 1               |
| Album Phần Lan (Suomen virallinen lista) | 1               |
| Album Pháp (SNEP)                        | 1               |
| Album Đức (Offizielle Top 100)           | 1               |
| Greek Albums (IFPI)                      | 1               |
| Hungarian Albums (Mahasz)                | 1               |
| Album Ireland (IRMA)                     | 1               |
| Album Ý (FIMI)                           | 1               |
| Album Nhật Bản (Oricon)                  | 1               |
| Album México (Top 100 Mexico)            | 2               |
| Album New Zealand (RMNZ)                 | 1               |
| Album Na Uy (VG-lista)                   | 1               |
| Album Ba Lan (ZPAV)                      | 2               |
| Album Bồ Đào Nha (AFP)                   | 3               |
| Album Scotland (OCC)                     | 1               |
| Album Tây Ban Nha (PROMUSICAE)           | 2               |
| Album Thụy Điển (Sverigetopplistan)      | 1               |
| Album Thụy Sĩ (Schweizer Hitparade)      | 1               |
| Album Anh Quốc (OCC)                     | 1               |
| Album Anh Quốc Rock & Metal (OCC)        | 1               |
| Album Hoa Kỳ Billboard 200               | 1               |
| Album Hoa Kỳ Top Rock (Billboard)        | 1               |
| Album Hoa Kỳ Top Hard Rock (Billboard)   | 1               |

| Bảng xếp hạng (2017) | Vị trí cao nhất |
| -------------------- | --------------- |
| Album Úc (ARIA)      | 7               |
| Album Ba Lan (ZPAV)  | 45              |

| Bảng xếp hạng (2007)               | Vị trí |
| ---------------------------------- | ------ |
| Australian Albums (ARIA)           | 12     |
| Austrian Albums (Ö3 Austria)       | 5      |
| Belgian Albums (Ultratop Flanders) | 24     |
| Belgian Albums (Ultratop Wallonia) | 19     |
| Brazil (ABPD)                      | 9      |
| Dutch Albums (Album Top 100)       | 55     |
| French Albums (SNEP)               | 32     |
| German Albums (Offizielle Top 100) | 3      |
| Hungarian Albums (Mahasz)          | 58     |
| Album New Zealand (RMNZ)           | 5      |
| Swedish Albums (Sverigetopplistan) | 35     |
| Swiss Albums (Schweizer Hitparade) | 5      |
| UK Albums (OCC)                    | 44     |
| US Billboard 200                   | 10     |
| US Top Rock Albums (Billboard)     | 3      |

| Bảng xếp hạng (2008)               | Vị trí |
| ---------------------------------- | ------ |
| Australian Albums (ARIA)           | 74     |
| Austrian Albums (Ö3 Austria)       | 35     |
| German Albums (Offizielle Top 100) | 28     |
| Swiss Albums (Schweizer Hitparade) | 87     |
| UK Albums (OCC)                    | 154    |
| US Billboard 200                   | 46     |
| US Top Rock Albums (Billboard)     | 13     |

### Đĩa đơn
| "What I've Done"                                                                             | 2007 | 7  | 1  | 1  | 13 | 3  | 3  | 7  | 9  | 6  | 6  |
| "Bleed It Out"                                                                               | 2007 | 52 | 2  | 3  | 24 | 22 | 40 | 43 | 7  | 42 | 29 |
| "Shadow of the Day"                                                                          | 2007 | 15 | 2  | 6  | 15 | 12 | 12 | —  | 13 | 11 | 46 |
| "Given Up"                                                                                   | 2008 | 99 | 4  | 5  | —  | —  | 53 | —  | —  | —  | 29 |
| "Leave Out All the Rest"                                                                     | 2008 | 94 | 11 | 33 | 24 | 17 | 15 | —  | 38 | 36 | 90 |
| "—" biểu thị một đĩa đơn không được xếp hạng hoặc không được phát hành tại vùng lãnh thổ đó. |      |    |    |    |    |    |    |    |    |    |    |

## Chứng nhận
| Quốc gia                                                                           | Chứng nhận  | Số đơn vị/doanh số chứng nhận |
| ---------------------------------------------------------------------------------- | ----------- | ----------------------------- |
| Úc (ARIA)                                                                          | 3× Platinum | 210.000^                      |
| Áo (IFPI Áo)                                                                       | 2× Platinum | 40.000*                       |
| Bỉ (BEA)                                                                           | Gold        | 15,000*                       |
| Canada (Music Canada)                                                              | 3× Platinum | 300.000^                      |
| Đan Mạch (IFPI Đan Mạch)                                                           | 2× Platinum | 40,000‡                       |
| Phần Lan (Musiikkituottajat)                                                       | Gold        | 15,893                        |
| Pháp (SNEP)                                                                        | Gold        | 75.000*                       |
| Đức (BVMI)                                                                         | 7× Gold     | 1.050.000‡                    |
| Hy Lạp (IFPI Hy Lạp)                                                               | Gold        | 7.500^                        |
| Hồng Kông (IFPI Hồng Kông)                                                         | Gold        | 10,000*                       |
| Hungary (Mahasz)                                                                   | Gold        | 3.000^                        |
| Ý (FIMI)                                                                           | Platinum    | 50.000‡                       |
| Nhật Bản (RIAJ)                                                                    | Platinum    | 250.000^                      |
| New Zealand (RMNZ)                                                                 | 2× Platinum | 30.000^                       |
| Ba Lan (ZPAV)                                                                      | Gold        | 10.000*                       |
| Nga (NFPF)                                                                         | Gold        | 10.000*                       |
| Thụy Điển (GLF)                                                                    | Gold        | 20.000^                       |
| Thụy Sĩ (IFPI)                                                                     | 2× Platinum | 60.000^                       |
| Anh Quốc (BPI)                                                                     | 2× Platinum | 600.000^                      |
| Hoa Kỳ (RIAA)                                                                      | 4× Platinum | 4.000.000^                    |
| Tổng hợp                                                                           |             |                               |
| Châu Âu (IFPI)                                                                     | 2× Platinum | 2.000.000*                    |
| * Chứng nhận dựa theo doanh số tiêu thụ. ^ Chứng nhận dựa theo doanh số nhập hàng. |             |                               |